# Vorbereitungsprozess für das erste neuzeitliche allorthodoxe Heilige und Große Konzil
Der Vorbereitungsprozess für das erste neuzeitliche allorthodoxe Heilige und Große Konzil (griech. Προπαρασκευὴ τῆς Ἁγίας καὶ Μεγάλης Συνόδου τῆς Ὀρθοδόξου Ἐκκλησίας, russ. Подготовка Святого и Великого Собора Православной Церкви) ist ein Vorgang innerhalb der weltweiten orthodoxen Kirchen mit dem Ziel einer allorthodoxen Synode, die den Rang und die Autorität eines Ökumenischen Konzils haben und wichtige die Gesamtorthodoxie betreffende Fragen klären soll. Dieses Konzil würde die Reihe der von der Orthodoxie anerkannten sieben Ökumenischen Konzilien zwischen 325 und 787 fortsetzen.

## Geschichte
Den Anstoß gab der Ökumenische Patriarch Joachim III. 1902 und 1904 mit zwei Rundschreiben an alle orthodoxen Landeskirchen. Von Anfang an standen dem Plan die politischen Umwälzungen seit Beginn des Ersten Weltkriegs, die Rivalitäten zwischen den autokephalen Teilkirchen und die kirchenrechtlichen Unklarheiten über das Verfahren im Weg. Andererseits machten die Globalisierung und die Situation multinationaler Auswanderergemeinden das Anliegen seit der zweiten Hälfte des 20. Jahrhunderts immer dringender.
1923 kam es zu einer ersten allorthodoxen Versammlung in Istanbul und 1930 auf dem Athos zur Einrichtung einer Vorbereitungskommission. Weitere Schritte erfolgten erst mit den allorthodoxen Versammlungen auf Rhodos 1961, 1963 und 1964 und im Orthodoxen Zentrum des Ökumenischen Patriarchats im schweizerischen Chambésy 1968. In Chambésy wurde die Vorbereitungskommission erneuert (Inter-Orthodox Preparatory Commission, IOPC) und die Vorkonziliare Allorthodoxe Konferenz (Preconciliar Pan-Orthodox Conference, PPOC) eingesetzt, die zwischen 1976 und 2009 viermal in Chambésy tagte. Offen blieb dabei die Frage der Diptychen, d. h. die Frage, in welcher Reihenfolge die Namen der Würdenträger der Kirchen in Kirchengemeinschaft verlesen werden sollen. Denn mit dieser Ordnung wird zugleich die Rangfolge der autokephalen Kirchen bestimmt.
Die treibende Kraft des Vorbereitungsprozesses war bis zu seinem Tod im Jahre 2011 Metropolit Damaskinos Papandreou, der Direktor des Orthodoxen Zentrums in Chambésy.

## Vorbereitung des Allorthodoxen Konzils 2014–2016
Im März 2014 kündigten die in Istanbul versammelten orthodoxen Patriarchen und Metropoliten das Konzil für 2016 in Istanbul an. Bei einer allorthodoxen Versammlung vom 21. bis zum 28. Januar 2016 in Chambésy wurde beschlossen, das Konzil nicht nach Istanbul, sondern nach Kreta einzuberufen und zwar für die Zeit vom 16. bis zum 27. Juni, also in den Tagen vor und nach dem Pfingstfest gemäß dem orthodoxen Kalender (am 19. Juni 2016). Tagungsort sollte die  Orthodoxe Akademie von Kreta in Kolymvari sein. Insofern das Erzbistum von Kreta zum Ökumenischen Patriarchat von Konstantinopel gehört, verbleibt das Konzil im Jurisdiktionsbereich des Ökumenischen Patriarchen. Das Konzil sollte mit einem feierlichen Gottesdienst in der Kathedrale „Hagios Minas“ in der kretischen Hauptstadt Iraklio eröffnet werden.
Im Laufe des Vorbereitungsprozesses verständigten sich die beteiligten Kirchen auf die Themen, die das Konzil behandeln solle. Es waren im Wesentlichen diejenigen Themen, die schon bei der 1. Allorthodoxen Versammlung 1961 als „offene Fragen“ aufgelistet worden waren:
- die orthodoxe Diaspora – orthodoxes Leben unter modernen Minderheits- und Migrationsbedingungen
- kirchenrechtliche Fragen bezüglich Autokephalie und Autonomie der Teilkirchen
- die Diptychen als Ausdruck von Autorität und Kirchengemeinschaft
- der liturgische Kalender – Geltung des julianischen oder gregorianischen Kalenders und weitere Fragen
- Fragen der Eheschließung und Ehehindernisse
- Sinn und Praxis des Fastens
- die Stellung der Orthodoxie zur ökumenischen Bewegung
- das gemeinsame Engagement für Frieden, Gerechtigkeit und Bewahrung der Schöpfung und gegen Diskriminierung aller Art.

Bei der allorthodoxen Versammlung in Chambésy im Januar 2016 wurde auch die Verfahrensordnung des Konzils beschlossen. Jede der 14 autokephalen Kirchen würde bis zu 24 Bischöfe entsenden, dazu bis zu sechs Theologen als Berater. In die Delegation des Ökumenischen Patriarchats von Konstantinopel wurde u. a. Erzbischof Augoustinos Labardakis berufen, der Metropolit der griechisch-orthodoxen Metropolie von Deutschland. Zur Delegation der Russisch-Orthodoxen Kirche des Moskauer Patriarchats sollte u. a. Erzbischof Mark gehören, Oberhaupt der Russisch-Orthodoxen Diözese des orthodoxen Bischofs von Berlin und Deutschland. Der Ökumenische Patriarch, Patriarch Bartholomeos I., sollte der Planung zufolge die Beratungen des Konzils leiten.
Entscheidungen bedürfen der Zustimmung aller beteiligten Kirchen. Deshalb hätten in jedem Fall auf Kreta nur Themen behandelt werden können, über die vorab Einigkeit herrschte; das Themenspektrum konnte also nicht die acht von Rhodos überkommenen „offenen Fragen“ umfassen. Neue Themen und Textvorlagen durften auf dem Konzil nicht eingebracht werden. Die sechs Textentwürfe zu den verbliebenen Themen würden vor dem Konzil veröffentlicht und diskutiert werden. Diejenigen Punkte, bei denen eine Einigung nicht zu erwarten war (z. B. der Streit zwischen der Ukrainisch-Orthodoxen Kirche des Moskauer Patriarchats und der von keiner einzigen orthodoxen Landeskirche anerkannten sogenannten „Ukrainisch-Orthodoxen Kirche des Kiewer Patriarchats“), sollten nicht im Juni 2016, sondern erst bei folgenden Sitzungsperioden zur Sprache kommen. Das panorthodoxe Konzil war gewissermaßen als Prozess geplant.

## Krise im Mai und Juni 2016
In den Monaten und Wochen vor der Eröffnung des Konzils wurden die bis dahin vorgelegten Entwürfe für Konzilsdokumente kurz nach ihrer Veröffentlichung von mehreren Landeskirchen, von der Klöster-Bruderschaft des Hl. Athos und von einzelnen orthodoxen Theologen sowie Theologischen Instituten kritisiert. Zu diesen Entwürfen wurden zahlreiche Verbesserungsvorschläge veröffentlicht. Ebenso wurde von nahezu allen Kirchen und Synoden das Konzilsreglement als für ein orthodoxes Ökumenisches Weltkonzil ungeeignet verworfen. So wurde nicht zuletzt die Beschränkung der Teilnehmerzahlen als nichttraditionell gerügt, wie auch die Zentralisierung der berechtigten Wahlstimmen auf eine pro Landeskirche (bei allen 7 Ökumenischen Konzilien galt: ein Bischof – eine Stimme). Ende Mai 2016 erklärten zuerst die Bulgarisch-Orthodoxe Kirche, dann das Griechisch-Orthodoxe Patriarchat von Antiochien und die Georgische Orthodoxe Apostelkirche, aufgrund vieler ungeklärter inhaltlicher, organisatorischer und kirchenrechtlicher Fragen nicht am Konzil teilnehmen zu können. Am 1. Juni 2016 schloss sich die Serbisch-Orthodoxe Kirche dem mit der Bitte um Verschiebung des Konzils an, will jedoch als Beobachter am Konzil teilnehmen. Am 13. Juni folgte ihr darin – nach einer Sondersitzung der Synode der Russisch-Orthodoxen Kirche – Kyrill I., Patriarch von Moskau und der ganzen Rus. Er erklärte, dass aufgrund der Abwesenheit von mindestens drei Landeskirchen wegen der Verletzung des „Konsensus“-Prinzips der allorthodoxe Konzilscharakter nicht mehr gewahrt sei. Zur Bewahrung und Sicherung des von allen Landeskirchen unterschriebenen Reglements des Konzils forderte er eine Verschiebung des Konzilstermins zur gründlichen Klärung und Aufarbeitung aller strittigen und offenen Fragen.

## Beginn des Konzils
Das Panorthodoxe Konzil fand vom 18. bis 26. Juni 2016 in der orthodoxen Akademie von Kolymvari auf Kreta statt. Es nahmen 156 Delegierte aus zehn autokephalen Kirchen teil, und es wurde geleitet von Bartholomaios I., Ökumenischer Patriarch von Konstantinopel und Ehrenoberhaupt der Weltorthodoxie. Vier Kirchen hatten abgesagt: die Patriarchate von Antiochien, Georgien, Bulgarien und Russland.